# Pierre-Marie Perier de la Bizardière
Pierre-Marie Perier de la Bizardière (né à Laval et mort le 10 septembre 1747) est un navigateur français. Il effectue au XVIIIe siècle un voyage aux Antilles.

## Origine
Fils d'une ancienne famille lavalloise, il a l'intention de passer aux Isles pour y faire fortune dans le commerce. Ses parents s'adressèrent à Nantes à M. Duchemin-Favardière, Lavallois lui-même, pour obtenir les renseignements utiles. Dans sa réponse celui-ci indique en détail les conditions dans lesquelles une entreprise pareille pouvait s'exécuter avec fruit,.
Le 24 janvier 1746, le père du jeune voyageur recevait de Paris une lettre d'un ami et concitoyen, nommé Anceny des Touches, établi à Saint-Domingue, qui lui donnait sur la vie aux colonies de nouveaux renseignements. Les renseignements qui venaient à la famille, de tous côtés, sur les dangers de l'entreprise, n'étaient pas encourageants. Une parente, la dame Hubaudière du Tertre, de Vitré, écrivait elle aussi sur le sujet.

## Le départ
Le jeune Pierre-Marie Perier ne partit pour Nantes qu'en 1747 et il n'y arriva, dans les premiers jours de janvier, qu'avec de grandes difficultés, les chemins étant en mauvais état et les eaux débordées, et après avoir été rançonné par les maîtres de poste, qui prétendaient que la messagerie seule avait droit de porter des malles.
Pierre-Marie Perier et le jeune du Boulay, son compagnon de voyage, étaient revenus à Laval après leur arrivée à Nantes dans les premiers jours de janvier. M. Duchemin-Favardière, de Nantes, écrit le 27 janvier qu'ils peuvent venir vers le 6 février ; que le convoi partira dès que la frégate du Roi sera arrivée ; que M. Pinard, armateur, avait bien voulu se relâcher de 50 livres sur le prix de la pension. Le 28 janvier, le jeune voyageur, agissant sous l'autorité de Pierre-Charles Perier, sieur de la Courteille, son oncle et son curateur, lui donne une procuration générale pour le temps de son absence. Il était arrivé à Nantes dans les premiers jours de février 1746 et était reçu favorablement par M. Pinard, l'armateur, qui promettait de le recommander chaleureusement. À la fin d'une lettre qu'il écrit à la famille Perier, le 12 février, M. Pinard rend ainsi compte d'une avarie considérable subie par sa flottille.
Pierre-Marie Perier, qui avait peut-être eu quelques torts à se reprocher, ne semble pas avoir été bien vu dans sa famille. À peine ose-t-il écrire à ses parents. Son frère, à qui il demande des nouvelles des siens par toutes les postes, ne lui répond même pas. Toutefois, le 3 mars, sur le point de quitter la terre de France, il se hasarde à écrire respectueusement à son oncle, chanoine de Saint Tugal de Laval, pour se recommander à ses bontés et à ses charitables prières. M. Duchemin-Favardière, à qui le jeune émigrant avait fait une impression favorable, paraissant « déterminé à s'avancer, » lui avait donné quatre lettres de recommandations et lui en avait procuré trois autres pour M. Rodrigues, procureur spécial de l'habitation. Il l'avait spécialement adressé à M. Leroux, qui, en effet, le reçut chez lui.

## Le voyage à Saint-Domingue
Le 23 avril la flotte était encore à La Rochelle, mais devait partir le lendemain, lundi. Les pronostics n'étaient pas favorables Il se loue grandement du P. Courcier, cordelier, qu'il avait rencontré à la Rochelle et qui lui avait procuré quelque avance d'argent. Le 30 août 1746, Pierre Perier put enfin écrire, de Saint-Domingue, à sa famille. Le jeune homme ajoute dans une lettre à l'un de ses oncles que le commandant de la flotte se nommait de Conflant, que dans le combat il fut démâté de son mât d'artimon. « C'est un homme digne de convoyer une flotte, dit-il. Un des vaisseaux françois qui alloit à son secours tira sur lui une bordée, le prenant pour un Anglois. »

## La vie à Saint-Domingue
M. Barbeu du Boulay fut obligé de repasser en France, ne pouvant se faire à un pays où il n'avait cessé d'être malade depuis son arrivée. Du reste, le plus grand nombre des émigrants éprouvait les mêmes difficultés et souvent des accidents plus graves La lettre écrite, dans le même temps, par le jeune homme à son oncle le chanoine, contient l'expression des mêmes sentiments et des mêmes désirs. Un duplicata de la lettre à son père avait été confié à la flotte commandée par M. Dubois de la Motte, qui se composait de deux cents vaisseaux marchands escortés de quatre navires du roi.
Le père vint à mourir au cours de l'année 1747. Le chanoine de Saint-Thugal parvint à procurer à son neveu, par l'entremise de M. Duchemin, de Nantes, une pacotille trop modique de 300 livres, qui fut confiée au navire le Guillaume, capitaine Hyacinthe Normand. Mais elle arriva trop tard, le destinataire était mort au Cap, le 10 septembre 1747, laissant quelques dettes. M. Barbeu du Boulay, qui retournait à Saint-Domingue, s'occupa de la liquidation de la pacotille et des dettes. L'un des frères du défunt avait dessein de partir, lui aussi ; mais M. Duchemin conseille d'attendre la paix, ou une flotte bien escortée, car tous les navires partis seuls depuis deux mois avaient été pris. Il recommande encore de ne pas se risquer sans une bonne pacotille.

## Source
- Abbé Angot, Notes sur le commerce de Laval aux colonies, dans La Province du Maine, t. VI (1898), p. 15-24